# Théâtre des Champs-Élysées
El Théâtre des Champs-Élysées es troba a l'avenue Montaigne, al 8è arrondissement de París.

## Història

### Arquitectura
És un edifici construït el 1913 d'estil mixt art déco i clàssic que compta amb tres sales d'espectacles i un restaurant a la part de dalt alineat sobre els immobles veïns de tres nivells.
L'arquitecte escollit va ser Henry Van de Velde: havent demanat a l'empresa Perret per a l'estructura en formigó, va ser finalment exclòs del projecte. August Perret transigeix aquí una mica amb els seus principis. Afirmava habitualment que el «formigó en té prou amb ell mateix», però va integrar-hi baixos relleus de Bourdelle en marbre blanc a la façana.
Els quatre grups de pilars interiors es van deixar visibles.
La façana és classificada dins els monuments històrics. El Consell d'Estat va decidir el 16 de desembre de 1994 que l'afegitó de 1000 m² per al restaurant havia de donar lloc a un permís de construcció i no només una declaració de treballs.
L'edifici compta amb tres sales d'espectacles: una gran sala a la italiana de 1905 places, consagrada a l'òpera, a la dansa i a la música; i dues sales dedicades al teatre: una sala mitjana de 601 places, la Comédie des Champs-Élysées, i una sala petita de 230 places, l'Studio des Champs-Élysées.
Des del 1970 el teatre és propietat de la Caisse des dépôts et consignations, que també és mecenes principal de les programacions de les diferents sales.

### Teatre

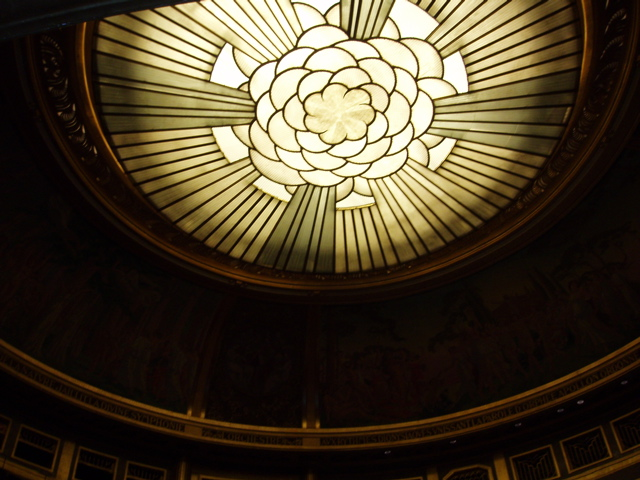
Cimbori del Théâtre des Champs-Élysées

El juliol de 1926, la Comédie des Champs-Élysées acull la primera projecció a França de la pel·lícula alemanya Les Aventures del príncep Ahmed, de Lotte Reiniger, una obra pionera del cinema d'animació.

## El Teatre dels Champs-Élysées i la música clàssica
El teatre dels Champs-Élysées és un dels millors locals de la música clàssica a París, al costat de la Salle Pleyel, la Cité de la musique, i la Salle Gaveau pel que fa a la música de cambra. L'Orquestra Nacional de França hi és instal·lada en residència.
Les orquestres simfòniques com l'Orquestra Filharmònica de Viena, de Múnic, de New York, l'Orquestra simfònica de la Radiodifusió bavaresa, i l'Orquestra reial del Concertgebouw sovintegen o ho han fet aquesta sala.
És en aquest teatre que van tenir lloc dues estrenes mundials que van resultar sengles escàndols. La primera va ser l'estrena absoluta de La consagració de la primavera d'Ígor Stravinski el 29 de maig de 1913 sota la direcció de Pierre Monteux que va suscitar una formidable discussió on detractors i coadjuvants van arribar a les mans. La segona va ser l'estrena de la veritable primera obra musical "mixta" (una obra per a instruments de música i dispositius electroacústics): Deserts d'Edgard Varèse el 2 de desembre de 1954 amb Pierre Henry a la banda magnètica i Hermann Scherchen a la batuta. El xoc inspirat per les interpolacions va provocar crits, riures i males passades. L'escàndol que en va resultar va ser comparable al de la Consagració 41 anys abans. La història d'aquest teatre no va ser doncs del tot tranquil·la.